# Фаррен, Элизабет
Эли́забет Фа́ррен (ок. 1759 — 23 апреля 1829) — британская театральная актриса.
Была дочерью актёра Джорджа Фаррена родом из Корка. На театральной сцене впервые выступила в 1774 году, в пятнадцатилетнем возрасте в Ливерпуле, сыграв роль Розетты в Love in a Village. На лондонской сцене она дебютировала в 1777 году в роли мисс Хардкассл в She Stoops to Conquer. Успешный дебют укрепил её репутацию, с сентября 1778 года она была принята в труппу театра Друри-Лейн и вскоре заменила на сцене Фрэнсис Абингтон, когда та в 1782 году покинула театр. Её репертуар включал роли шекспировских Гермионы, Оливии, Портии и Джульетты, но лучшими её ролями считались леди Бэтти Модиш, леди Таунли, леди Фэнсифул, леди Тизл и подобные.
В 1797 году она вышла замуж за Эдварда, 12-го графа Дерби (1752—1834), имея роман с ним уже в течение нескольких лет. В том же году ушла со сцены. Умерла в Ноусли-парк, Ланкашир. По воспоминаниям современников, отличалась выдающимися внешними и вокальными данными и убедительной манерой игры, считалась одной из наиболее выдающихся актрис своего времени.